# John Russell (scrittore)

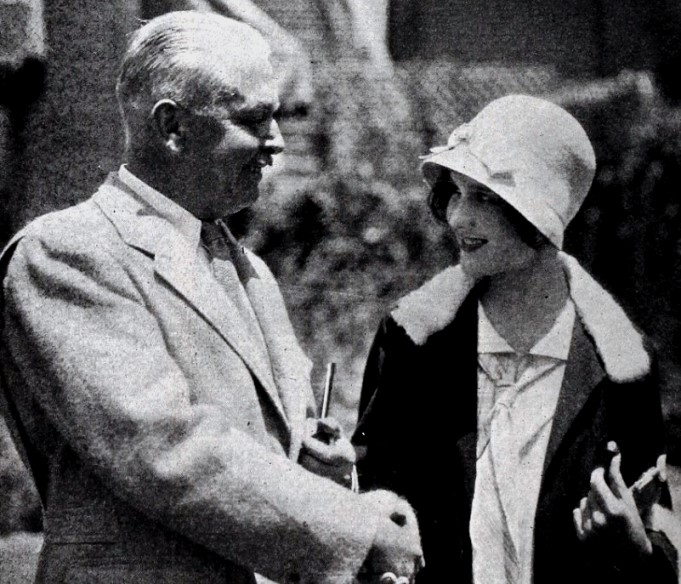
John Russell e l'attrice Mary Brian nel 1925

John Russell (Davenport, 22 aprile 1885 – Santa Monica, 6 marzo 1956) è stato uno scrittore e sceneggiatore statunitense.

## Biografia
Nato a Davenport, nell'Iowa nel 1885, John Russell figura in una ventina di film prodotti dal 1923 al 1931, sia come soggettista o sceneggiatore, sia perché alcuni dei suoi romanzi furono adattati per lo schermo.
Da giornalista, scrisse per l'agenzia stampa New York City News Association e poi per il New York Tribune.
Morì a Santa Monica all'età di 71 anni il 6 marzo 1956.

## Filmografia
- Terra vergine (Where the Pavement Ends), regia di Rex Ingram e, non accreditata, Alice Terry - romanzo The Passion Vine (1923)
- The Exiles, regia di Edmund Mortimer - adattamento (1923)
- Mademoiselle Midnight, regia di Robert Z. Leonard (1924)
- Il cavallo d'acciaio (The Iron Horse), regia di John Ford (non accreditato) - storia (1924)
- Amore argentino (Argentine Love), regia di Allan Dwan (1924)
- The Crowded Hour, regia di E. Mason Hopper (1925)
- L'ultimo porto (God Gave Me Twenty Cents), regia di Herbert Brenon (1926)
- L'angoscia di Satana (The Sorrows of Satan), regia di D.W. Griffith - adattamento (1926)
- The Red Mark, regia di James Cruze - romanzo (1928)
- Frankenstein, regia di James Whale - sceneggiatura (non accreditato) (1931)